# USS Alliance (1875)
O USS Alliance foi uma canhoneira operada pela Marinha dos Estados Unidos. Sua construção começou em 1873 no Estaleiro Naval de Norfolk na Virgínia e foi lançado ao mar em março de 1875, sendo comissionado na frota estadunidense em janeiro de 1877. Era armado com uma bateria de um canhão de 283 milímetros e quatro canhões de 230 milímetros, tinha um deslocamento de pouco mais de mil toneladas e alcançava uma velocidade máxima de onze nós.
O Alliance passou a maior parte de sua carreira atuando no exterior. Começou servindo no Mar Mediterrâneo e passou a maior parte de seu tempo realizando viagens pela na região. Voltou para casa em 1879 e então atuou no Golfo do México e no Mar do Caribe até ser transferido em 1890 para o Sudeste Asiático, onde ficou até 1894. No ano seguinte se tornou um navio-escola, função que desempenhou até ser tirado de serviço em 1911. Foi depois desmontado.